# 주제프 사스트레
주제프 사스트레 이 페르시바(카탈루냐어: Josep Sastre i Perciba; 1906년 6월 25일, 카탈루냐 주 바르셀로나 ~ 1962년 6월 2일, 카탈루냐 주 바르셀로나), 혹은 호세 사스트레 페르시바(스페인어: José Sastre Perciba)는 스페인의 전 축구 선수로, 현역 시절 미드필더로 활약했다. 그는 1920년대에서 1930년대까지 바르셀로나에서 활동한 것으로 알려져 있다.

## 클럽 경력
사스트레는 1924년에서 1933년까지 바르셀로나에서 활약하면서 167번의 경기에 출전해 116골을 기록했다. 사스트레는 라 리가 바르셀로나 더비 1호골의 주인공이기도 한데 그는 1929년 4월 7일에 벌어진 경기에서 열린 경기의 결승골을 기록해 1-0으로 승리했다.

## 국가대표팀 경력
사스트레는 1-0으로 승리한 체코슬로바키아와의 1930년 1월 1일 경기에서 스페인 국가대표팀 경기를 치렀는데, 그가 넣은 골은 이 경기의 1-0 결승골이 되었다.

## 수상
바르셀로나
- 라 리가: 1929